# La Lune à un mètre
La Lune à un mètre je francouzský němý film z roku 1898. Režisérem je Georges Méliès (1861–1938). Film trvá zhruba tři minuty. Do Spojených států se film dostal o rok později pod názvem „Cesta na Měsíc“.
Kvůli tomuto filmu Méliès experimentoval s různými druhy speciálních efektů, které později použil ve svých daleko slavnějších filmech jako Cesta do nemožna nebo Cesta na Měsíc.

## Děj
Astronom pracuje ve své hvězdárně, kde ho navštíví ďábel, kterého vyžene sudička, která také vzápětí zmizí. Astronom nakreslí na tabuli Zemi a Měsíc. Ty se samovolně k sobě připojí a vytvoří tělíčko, které se hýbe. Astronom chytne tabuli, ale tabule zmizí. Podívá se na Měsíc malým dalekohledem, ale ten se rozbije, a tak ho zahodí. Chce se posadit, ale židle a stůl se od něj přesunou. Podívá se velkým dalekohledem, ale ten sní Měsíc, který mu začne dělat v místnosti neplechu. Z pusy Měsíce vylezou dokonce dva pieroti, ale astronom je vrátí zpět odkud přišli. Astronom poté zažene Měsíc koštětem. Měsíc se vzdálí a promění v půlměsíc, na kterém leží Seléné. Astronom ji chce obejmout, ale ona mu uletí vzhůru. K astronomovi se znovu přiblíží Měsíc, který ho spolkne a po částech vyplivne. Na místě se zase objeví satan, který se raduje ze vzniklé situace, ale sudička ho zažene, poskládá vědce a přivede ho k životu. Ten se před ní skloní, ale najednou zjistí, že všechno byla iluze.